# Херкулов торањ
Херкулов торањ је староримски светионик на острву које је око 2,4 км удаљеон од средишта града А Коруна, (Галиција, Шпанија. Светионик је висок 55 метара и с њега се пружа поглед на северноатланску обалу Шпаније. Након светионика Чипиона, други је по висини у Шпанији. Светионик је шпански национални споменик и сваке године га посети преко 150 000 посетилаца (2009). Дана 27. јуна 2009. године уписан је на Светску баштину Унеска.
Иако се верује да су га изградили Феничани, сигурно је да га је обновио римски цар Трајан. Насеље у ком се налази светионик - "Коруна", име дугује од латинске речи "колумна", што значи ступ. Светионик је до 20. века. био познат као Фарум Бригантиум, где је латински фарум требало подсећати на славни старогрчки Александријски светионик на острву Фаросу. Овај скоро 1900 година стар светионик обновљен је у изворном облику 1791. године, и најстарији је римски светионик који је још увек у употреби. Око светионика изграђен је парк са скулптурама кипара Пабла Серана и Франциска Леира.
- Херкулов торањ изнад мора
- Херкулов торањ
- Скулптуре у парку светионика
- Скулптура испред торња
- Херкулов торањ ноћу